# Demòcrates per Andorra
Demòcrates per Andorra (DA) és un partit polític andorrà de centredreta. Va néixer com a coalició política que es va presentar a les eleccions generals andorranes del 2011, com a successora de la Coalició Reformista que havia concorregut a les del 2009. Fou la principal candidatura de l'oposició a les eleccions del 2011, i va guanyar-les per majoria absoluta i essent la candidatura més votada a totes les parròquies. Aquesta coalició estava integrada per membres del Partit Liberal d'Andorra, del Nou Centre, del Partit Reformista d'Andorra i alguns elements del Partit Socialdemòcrata. Durant les eleccions també varen rebre el suport de la Unió Laurediana a nivell nacional i d'Andorra pel Canvi a nivell parroquial.
El cap de llista de la coalició era Antoni Martí Petit, que després de la victòria esdevingué Cap de Govern d'Andorra. Això animà a convertir la coalició en un partit polític. La creació oficial del partit polític es completà el 30 de setembre de 2011 amb un congrés constituent. Al capdavant del nou partit polític hi havia Toni Martí com a president, Esther París i Joan Zamora com a vicepresidents, Carles Torralba com a secretari general i Estanislau Sangrà com a secretari d'organització.

## Resultats electorals

### Consell General
| Elecció | Vots  | %     | Escons  | +/– | Candidat            | Govern   |
| ------- | ----- | ----- | ------- | --- | ------------------- | -------- |
| 2011    | 8.553 | 55,15 | 20 / 28 | 9   | Antoni Martí Petit  | Majoria  |
| 2015    | 5.662 | 39,36 | 15 / 28 | 5   | Antoni Martí Petit  | Majoria  |
| 2019    | 6.248 | 35,32 | 11 / 28 | 4   | Xavier Espot Zamora | Coalició |
| 2023    | 6.262 | 32,66 | 16 / 28 | 5   | Xavier Espot Zamora | Majoria  |

### Eleccions Comunals
| Elecció | Vots  | %     | Escons  | +/– | Posició |
| ------- | ----- | ----- | ------- | --- | ------- |
| 2011    | 6.394 | 50,6  | 62 / 86 | 62  | 1r      |
| 2015    | 4.968 | 37,1  | 45 / 80 | 17  | = 1r    |
| 2019    | 6.092 | 42,86 | 49 / 80 | 4   | = 1r    |
| 2023    | 7.956 | 53,03 | 47 / 80 | 2   | = 1r    |